# Batman (serie)
Batman es un serial cinematográfico de 15 capítulos estrenado en 1943 por Columbia Pictures y basado en el homónimo personaje de ficción de la editorial DC Comics. Está protagonizado por Lewis Wilson en el papel de Bruce Wayne/Batman y por Douglas Croft, en el papel de Richard 'Dick' Grayson/Robin. El papel del villano principal, el malvado Dr. Daka, estaba interpretado por J. Carrol Naish. El reparto lo completaban Shirley Patterson como la reportera y enamorada de Bruce Wayne, Linda Paige y William Austin como el mayordomo Alfred. En la trama de esta serie vemos a un Batman en el rol de agente del gobierno de los EE. UU., que intentará derrotar a los agentes japoneses comandados por el siniestro Dr. Daka, en consonancia con los eventos históricos y políticos de la Segunda Guerra Mundial.
Se trata de la primera serie de Batman realizada íntegramente por actores y en donde hacen su primera aparición numerosos elementos que luego serían distintivos en su universo. Por primera vez se podía ver el interior de la Batcueva, el lugar de trabajo del héroe, un sitio oculto bajo la Mansión Wayne y al que se accedía mediante un dispositivo secreto, oculto en el interior de un reloj de pared. También mostrará modificaciones en el aspecto físico del mayordomo Alfred, quien hasta entonces era un hombre obeso en las historias del cómic, pero que a partir de esta serie será siempre representado como una persona delgada, de cuidados modales y fino bigote.
El serial, escrito por Victor McLeod y dirigido por Lambert Hillyer, alcanzó tanto éxito comercial que motivó una secuela llamada Batman y Robin en el año 1949. En 1965 tuvo un nuevo lanzamiento bajo el nombre de Una Tarde con Batman y Robin, cuyo renovado éxito acabaría por promover el relanzamiento de toda la franquicia en la serie televisiva llamada Batman.

## Argumento
Batman y Robin luchan contra el Dr. Daka, un científico japonés y agente del régimen del emperador Hirohito que ha inventado un dispositivo capaz de convertir a las personas en pseudozombis. El doctor tiene su base de operaciones situada en un abandonado barrio japonés de la ciudad, exactamente en el interior de una especie de tren fantasma llamado «La Cueva de los Horrores». Daka hará varios intentos para derrotar al dúo dinámico antes de encontrar la muerte cuando Robin golpea por error un interruptor y abre una trampilla que da a un foso de cocodrilos al que cae el doctor.

## Reparto
- Lewis Wilson como Batman/Bruce Wayne.
- Douglas Croft como Dick Grayson/Robin.
- J. Carrol Naish como Dr. Tito Daka/Príncipe Daka.
- Shirley Patterson como Linda Page.
- William Austin como Alfred Pennyworth.
- Robert Fiske como Foster.

## Producción
El serial fue realizado durante el apogeo de la Segunda Guerra Mundial, y al igual que muchas otras obras de ficción americanas de la época, contiene un marcado discurso propagandístico —en este caso, antijaponés— en el que eran frecuentes los insultos y comentarios racistas, como por ejemplo: «japoneses ojos tramposos» o «retorcido cerebro Oriental». Para esta serie, al igual que para otras producciones de la época, no se disponía de un presupuesto elevado. Por esa razón nunca se construyó un Batmóvil propiamente dicho, de modo que se utilizó un automóvil Cadillac 1939 convertible de línea, de color negro. Este automóvil era utilizado tanto por Bruce Wayne y Dick Grayson cuando iban de simples civiles (aunque con la capota abierta) haciendo Alfred de chofer, o bien como el auto de los justicieros Batman y Robin—Batmóvil— (con la capota levantada), casi siempre conducido por Robin.
El paso de Batman del cómic al filme acarreó una serie de modificaciones notables, como la ya comentada utilización de un automóvi común y corriente utilizado como el Batmóvil, o el cinturón de utilidades, que Batman lleva permanentemente pero que casi nunca utiliza.
Pero seguramente la novedad más notable en esta serie es que este Batman deja de ser un justiciero solitario para convertirse en un agente encubierto del gobierno estadounidense. Esta modificación respondió a los severos requirimientos del aparato de propaganda y censura de la época, que no veía con buenos ojos a un vigilante tomando justicia por mano propia, en un momento en el que era imprescindible tener una clara posición nacionalista, respecto de los sucesos que enmarcaban la realidad de su tiempo, en plena Segunda Guerra Mundial.
En la serie pueden apreciarse varios errores de continuidad, como cuando Batman pierde la capa durante una pelea pero, en la toma siguiente, la lleva puesta nuevamente.
Los comunicados de prensa y promoción la anunciaban como una «súper serie», cuya producción era la más grande realizada hasta la fecha por los estudios Columbia, a la vez que recibió una campaña de difusión semejante a un largometraje.

## Estreno

### En cine
Batman se estrenó por primera vez en las salas de cine, el 16 de julio de 1943. En 1965, la serie tuvo un relanzamiento, también en salas de cine, que se llamó "Una tarde con Batman y Robin". Se trataba de una proyección maratónica de la serie completa. Este reestreno tuvo tanto éxito que motivó la creación de una nueva serie televisiva de Batman a mediados de los '60, que sería protagonizada por Adam West y Burt Ward.

### Ediciones comerciales
La serie fue lanzada en video a finales de 1980 en un formato muy editado que eliminaba todo contenido racial ú ofensivo. David Scapperotti, un critco de la revista Cinefantastique, comentó con ironía: "las revisiones (de la serie) no sorprenden si tenemos en cuenta que Columbia es ahora propiedad de la japonesa Sony Corporation. Parece que algunos de los agentes del Dr. Daka escaparon de la justicia de Batman y fueron recompensados con altos cargos dentro de la compañía. Sería posible entonces que algún día podamos ver una versión de "El Puente Sobre el Río Kwai" de David Lean, en donde veamos la alegre colaboración de tropas anglo-japonesas ser interrumpidas por terroristas imperialistas estadounidenses."
En 1989, The Comedy Channel transmitió la serie original sin cortes y sin censura. Lo mismo hizo el canal AMC, American Movie Classics, a principios de los 90 en transmisiones matinales los días sábado. Finalmente en octubre de 2005 Sony Pictures Home Entertainment  lanzó la serie en DVD en una versión sin cortes, con excepción del capítulo 2, que al finalizar no contiene la leyenda "En el próximo capítulo". La serie también había sido lanzada con anterioridad, en formatos hogareños de sus versiones cinematográficas de los años 1960 y 1970.
La versión 60 es una versión muda abreviada. La serie completa fue editada en seis capítulos (disponibles en 8 mm y Super 8) con una duración de 10 minutos cada uno. También se publicó un séptimo capítulo con escenas de acción de tres minutos de duración titulado "La última oportunidad de Batman". La de los años setenta es la serie completa de quince capítulos (en su formato original y sin alteraciones) que fue lanzada en una edición para Super 8, con sonido.

## Valoración crítica
Stedman señala que a pesar de que la serie "tuvo una gran campaña de promoción", el producto  "apenas si lo merece", describiéndola además como una "farsa pretensiosa". Jim Harmon y Donald Glut señalan a la serie Batman como "una de las series más absurdas que se hayan hecho jamás" a pesar de su "honesta sencillez". Sin embargo la serie fue lo suficientemente exitosa como para que se aprobara la realización de una secuela en 1949 que se llamó Batman y Robin.
Por otra parte, Lewis Wilson acumuló un número de críticas dispares por su interpretación, siéndole reconocido haber adaptado bastante bien a Bruce Wayne. No así a Batman, porque si bien su aire y aplomo daban un convincente multimillonario, la crítica encontró a su Batman físicamente poco atlético, "algo gordo en el medio", con un tono de voz demasiado alto y con un marcado acento de Boston. Otros actores y dobles echan en falta al estilo y gracia característicos de los personajes del cómic, demasiado acartonados para lo que se esperaba. Los trajes de los héroes se consideraban poco convincentes y nada graciosos, y, aunque el traje de Batman estaba basado en el aspecto de su primera aparición en los cómics, la crítica lo señala como "demasiado holgado" y que "las orejas de la capucha parecen los cuernos de un demonio."

## Lista de capítulos
1. The Electrical Brain - El cerebro eléctrico
2. The Bat's Cave - La cueva del murciélago
3. The Mark of the Zombies - La marca de los zombis
4. Slaves of the Rising Sun - Esclavos del sol naciente
5. The Living Corpse - El cadáver viviente
6. Poison Peril - Peligroso veneno
7. The Phoney Doctor - El falso doctor
8. Lured by Radium - Atracción por radio
9. The Sign of the Sphinx - La marca de la efigie
10. Flying Spies - Espías voladores
11. A Nipponese Trap - Una trampa japonesa
12. Embers of Evil - Inquietudes del mal
13. Eight Steps Down - Ocho escalones abajo
14. The Executioner Strikes - Los golpes del verdugo
15. The Doom of the Rising Sun - El fin del sol naciente